# 岸信行 (空手家)
岸 信行（きし のぶゆき、1948年6月10日 - 2018年4月23日）は、日本の空手家。極真会館出身で、独立後、山形県新庄市に本部を置く岸空手道場の師範を務めた。

## 来歴
山形県新庄市出身。山形でも他流派の空手を修行していたが、19歳の時に上京し、極真会館に入門。その後、内弟子になり、山崎照朝や長谷川一幸に鍛えられ修行を重ね、1971年（昭和46年）3月4日に黒帯（初段）を允許を受ける。同時代に一緒に修行した仲間に佐藤勝昭や三浦美幸がいる。その後、台湾に派遣され、現地で指導を行う。帰国後、本部道場指導員に就任。
1974年（昭和49年）、ニューヨークの中村忠のもとへ派遣される。中村が極真会館から離れ、誠道塾を興した際、2年ほど協力した後、極真会館へ復帰する。また、極真カラテ普及のために、ヨーロッパ方面へも指導に赴いている。
1989年（平成元年）頃、極真会館が組織を拡大させるなかで、「自分の居場所ではない」と再度極真会館を脱会し、マンハッタンと地元山形県に岸空手道場を設立した。還暦を過ぎても、日々稽古に勤しみ、分厚い氷柱割り演武もそつなくこなす程の腕前であった。
2017年から大腸癌を患っていたが、延命治療を行わず、2018年4月23日早朝に他界。69歳没。

## 人物
オープントーナメント全日本空手道選手権大会やオープントーナメント全世界空手道選手権大会に出場したが、入賞歴はなく、途中の怪我などにより棄権を余儀なくされていた。それゆえ、「無冠の帝王」「道場チャンピオン」と呼ばれていた。ただし、実戦での強さは折り紙付きで、当時の極真会館に対する道場破りは、岸が撃退し、無敗を誇った。長谷川一幸も、岸と同様、道場破りを担当して無敗であった。くわえて、その人柄から、先輩後輩問わず誰からも愛され、慕う人物は実に多かったという。